# Rein de Jongh

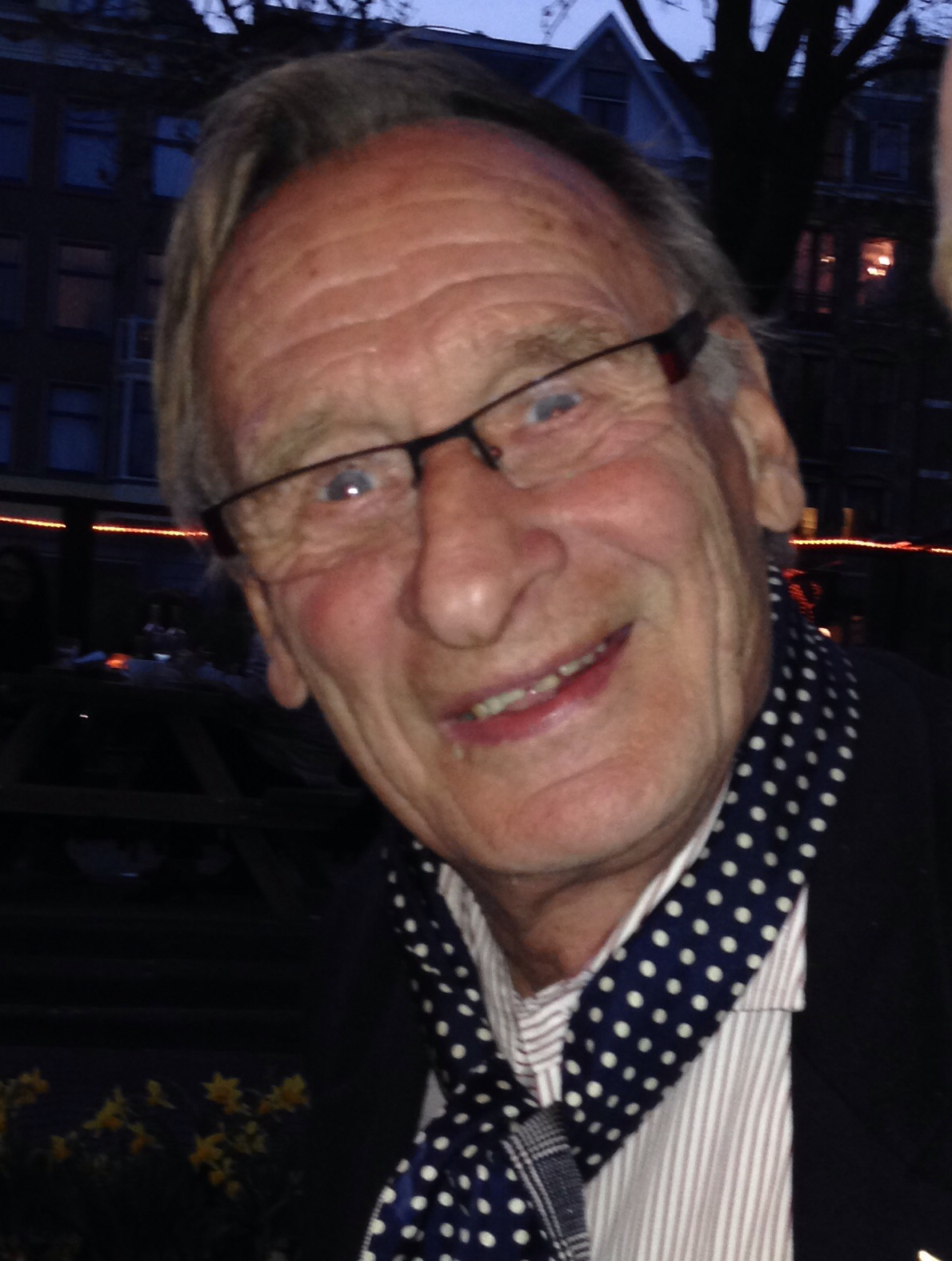
Rein de Jongh 2015

Reindert „Rein“ de Jongh (* 2. Januar 1938 in Amsterdam) ist ein ehemaliger niederländischer Radrennfahrer.

## Sportliche Laufbahn
Rein de Jongh war im Straßenradsport aktiv. Von 1963 bis 1970 war er Unabhängiger und Berufsfahrer. 1963 startete er mit der Nationalmannschaft in der Internationalen Friedensfahrt. Er beendete die Rundfahrt auf dem 39. Rang. Er gewann einige Kriterien in seiner Heimat. 1966 wurde er Zweiter in der Tour of the South West hinter Peter Chisman und gewann eine Etappe der Rundfahrt. 1965 wurde er Zweiter in der Ronde van Limburg hinter Georges van Coningsloo und 1966 Dritter im Nokere Koerse. 
In der Vuelta a España 1964 war Rein de Jongh ausgeschieden. 1965 war kam er in der Ronde van Nederland auf den 7. Platz. In der Tour de Suisse 1966 war de Jongh ausgeschieden. Er fuhr die Rundfahrt für das deutsche Radsportteam Ruberg.